# Veríssimo Correia Seabra
Pour les articles homonymes, voir Seabra, Correia et Veríssimo.
Le général Veríssimo Correia Seabra, né le 16 février 1947 à Bissau et mort le 6 octobre 2004 dans la même ville, est un officier général et homme d'État bissau-guinéen, un des rares qui ne soit pas d'ethnie balante mais papel. Il a exercé les fonctions chef d'état-major de l'armée guinéenne. 
Il dirige le coup d'État du 14 septembre 2003 qui dépose le président Kumba Ialá et assure l'intérim à la tête de l'État en qualité de président du Comité militaire pour le rétablissement de l'ordre constitutionnel et démocratique jusqu'au 28 septembre suivant.

## Formation
Correia Seabra est né à Bissau la capitale de la Guinée-Bissau. Il est de l'ethnie Pepel minoritaire dans le pays.
En 1963, à l'âge de 16 ans, Correia Seabra rejoint le Parti africain pour l'indépendance de la Guinée et du Cap-Vert, il participe à la guérilla contre les Portugais en tant que combattant. Trois années plus tard, il va poursuivre des études d'ingénierie en électronique en Bulgarie. En 1971, il suit les cours de l'école d'artillerie de l'Union soviétique. À son retour, il est responsable d'une unité d'artillerie près de la frontière sud de la Guinée-Bissau. En 1976, il est envoyé au Portugal pour une formation d'officier.

## Entrée en politique
Dans les années suivants l'indépendance, Correia Seabra joue un rôle clé dans les politiques internes au sein du PAICG. Il a participé au coup d'État dans les années 80 qui a déposé le président Luís Cabral. Il connait une progression fulgurante, il est devenu commandant adjoint du contingent bissau-guinéen lors de la mission des Nations unies en Angola entre 1991 et 1992. Il est deux années plus tard nommé chef des opérations à l'état-major des armées.
Correia Seabra rejoint le général Ansumane Mané dans la tentative de coup d'État de 1998 contre le président João Bernardo Vieira. Le pays connu une courte et sanglante guerre civile. Il est aussi impliqué dans le coup d'État de mai 1999 qui a chassé Vieira du pouvoir. Peu de temps après, il devient chef d'état-major des armées et est nommé ministre de la Défense dans le gouvernement du 19 février 2000 du président Kumba Ialá. En novembre 2000, Mané tente de remplacer Correia Seabra au poste de chef d'état-major des armées et de le placer en résidence surveillée mais ce dernier s'échappe et des combats éclatent. Mané est tué dans un combat avec les forces gouvernementales une semaine après. Correia Seabra reste à son poste.

## Le coup d'État de 2003
Tandis que le comportement du président Ialá devient contestable et que le gouvernement n'arrive plus à payer les salaires aux militaires, il prévient le président que les militaires seraient obligés d'intervenir si la situation ne change pas. Correia Seabra dirige donc le coup d'État sans coup de feu qui a éloigné Kumba Ialá du pouvoir le 14 septembre 2003 qui fut bien accueilli par les Bissau-Guinéens mais qui provoqua les condamnations de la communauté internationale. Son premier acte en tant que chef de junte militaire a été de restaurer la Constitution et l'ordre démocratique comme convenu lors des rencontres avec les partis politiques, la société civiles et le clergé à qui il a demandé de choisir un Premier ministre qui serait chargé d'organiser des élections.
Henrique Rosa est nommé pour chef du gouvernement et devient président le 28 septembre 2003. Seabra continue à être le chef du conseil national de transition. Des élections parlementaires libres et justes furent tenues le 28 mars 2004.
Le 6 octobre 2004, une mutinerie de soldats due à des impayés de salaires tourne mal. Veríssimo Correia Seabra avec le lieutenant-colonel Domingos Barros sont détenus et battus à mort par des soldats.